# Laura Jane Suisted
Laura Jane Suisted geb. Eyre (* 1. Januar 1840 in Greasbrough der Grafschaft Yorkshire, England; † 7. September 1903 in Westport, West Coast, Neuseeland) war eine neuseeländische Autorin, Journalistin und Parlamentsreporterin.

## Frühes Leben
Laura Jane Eyre wurde am 1. Januar 1840 als einziges Kind der Eheleute Mary Lee und Abel Eyre, einem Klempner, in Greasbrough der Grafschaft Yorkshire geboren. Über ihre Kindheit und Schulbildung ist nichts bekannt.

## Neuseeland
Im Alter von 22 Jahren wanderte sie 1862 nach Neuseeland aus und ließ sich in Dunedin nieder. Dort lernte sie James Samuel Suisted, einen jungen Bahnhofsmanager, kennen und heiratete ihn am 28. November 1864. Sie nahm seinen Namen an. Aus der Ehe gingen keine Kinder hervor. Sie zogen nach Waikouaiti, wo ihr Mann sich eine Existenz als Vieh- und Getreidehändler aufbauen wollte. Als dies scheiterte, ging er in die Goldfelder in der Nähe der Stadt Thames, um dort sein Glück zu versuchen und Laura blieb zurück. Als Lauras Mann auch mit der Goldsuche kein Erfolg hatte, zog er nach Westport und Laura folgte ihm. In Westport erwies sich Lauras Mann als erfolgreicher Geschäftsmann und lokaler Würdenträger.
Laura indes war schriftstellerisch unterwegs. Die Geschichten und Gedichte, die sie schrieb, erschienen ab 1878 im Otago Witness, einer wöchentlich erscheinenden Zeitung in der damaligen Provinz Otago. 1884 wurde sie während der Sitzungsperiode des neuseeländischen Parlamentes in Wellington Protokollantin und war vermutlich die erste Frau in Neuseeland, die diese Rolle übernahm. Über acht oder neun Jahre nahm sie regelmäßig an den Parlamentssitzungen teil und fungierte als Korrespondentin für verschiedene Zeitungen.
1891 wurde sie als erste Frau Mitglied des New Zealand Institute of Journalists, wurde korrespondierendes Mitglied der Royal Geographical Society of Australasia, Mitglied des British Institute of Journalists und Mitglied der Incorporated Society of Authors, für deren Zeitschrift The Author sie 1891 einen Artikel mit dem Titel „The growth of literature in New Zealand“ schrieb.

## England und Skandinavien
1893 bereiste Laura alleine England und Skandinavien. Ihre Berichte von ihren Reisen wurden in der wöchentlich erscheinenden The New Zealand Mail veröffentlicht. In London angekommen, hatte sie jenem Jahr die Gelegenheit an der Eröffnung des Gebäudes des Imperial Institute teilzuhaben und erhielt einen Zuschauersitzplatz im House of Lords. Bei einer Arbeiterdemonstration kam sie in Kontakt mit John Elliot Burns. Bei ihren Besuchen von Schweden und Norwegen verbrachte sie Zeit einige Zeit mit dem Arktisforscher Otto Nordenskjöld. Die Reise inspiriert sie auch zu dem Buch „From New Zealand to Norway“, das sie 1894 schrieb.

## Neuseeland
Wann Laura Jane Suisted genau nach Neuseeland zurückkam, ist nicht bekannt; vermutlich aber in oder vor 1895, denn 1895 sowie 1896 gewannen zwei ihrer Geschichten, „A ride for life“ und „A gallant rescue“, bei einem monatlichen Wettbewerb von Sharland's Trade Journal und dessen Nachfolger Sharland's New Zealand Journal jeweils einen Preis von einem Guinee, einer britischen Goldmünze. Im April 1898 ließ sich Laura zwei Parzellen Land in Westport registrieren.
Sie verstarb am 7. September 1903 in Westport an den Folgen eines Schlaganfalls.

## Nachklang
Für eine verheiratete Frau jener Zeit konnte Laura Jane Suisted ein außerordentlich unabhängiges Leben führen. Sie stand in enger Verbindung mit vielen führenden Persönlichkeiten aus Politik und Literatur, darunter mit dem Verleger und Politiker Sir Julius Vogel und seiner Frau sowie mit dem Besitzer der größten privaten Bibliothek seiner Zeit, Alexander Horsburgh Turnbull. Auch mit dem Politiker Robert Stout war sie befreundet. Mit seiner Hilfe konnte sie „The growth of literature in New Zealand“ schreiben, wie sie einmal angab.

## Werke
- 1881 – A Dark Page in Its History, Serie von 26. Februar bis 19. März 1818 in New Zealand Public Opinion[4]
- 1891 – The Growth of Literature in New Zealand
- 1894 – From New Zealand to Norway